# Oglinzi
Oglinzi – wieś w Rumunii, w okręgu Neamț, w gminie Răucești. W 2011 roku liczyła 3903 mieszkańców.